# Polizeikessel

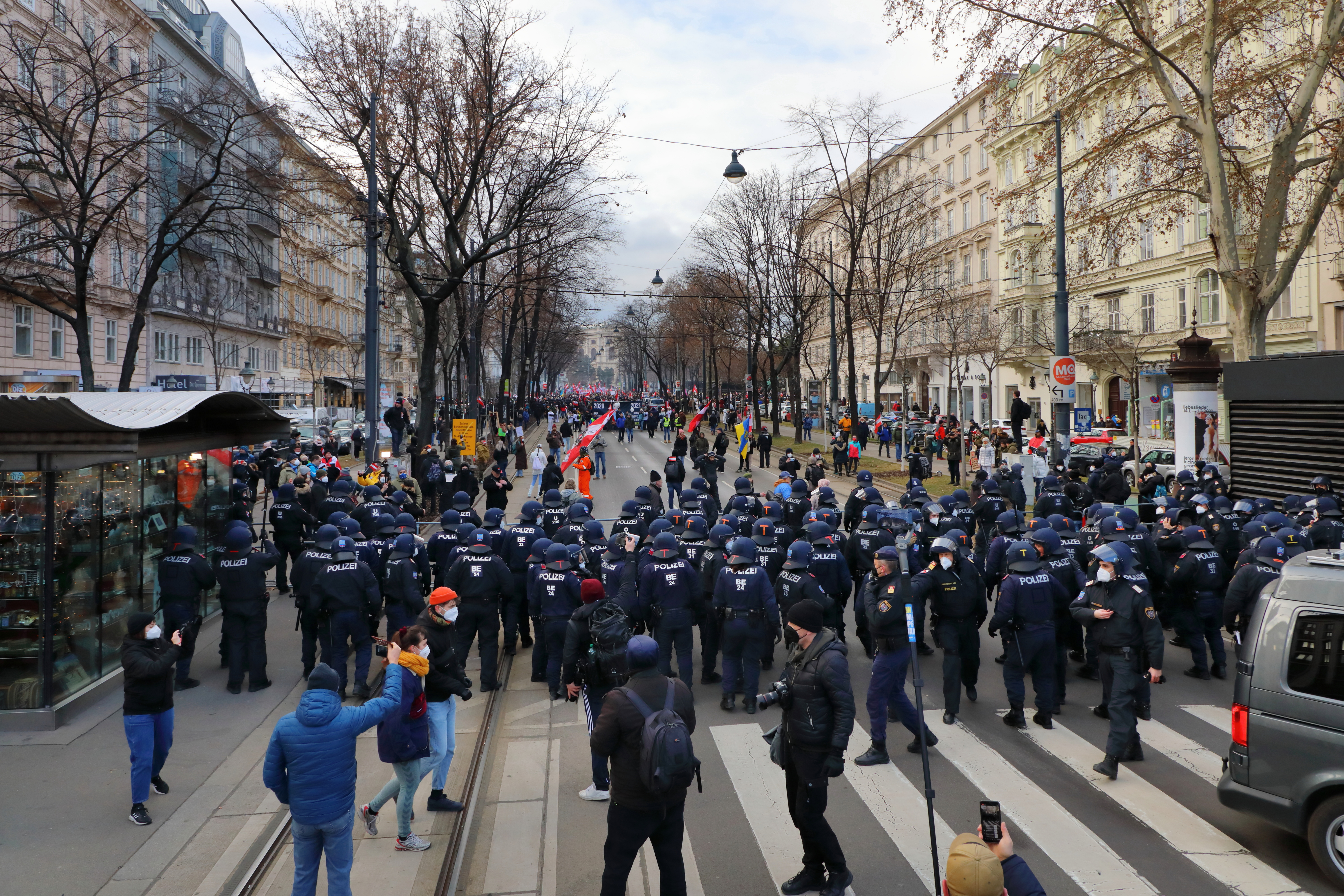
Anfangsphase einer Kesselung einer Demonstration, indem die Polizei den marschierenden Demonstranten mal den Weg versperrt. Anschließend wurde die Demonstrationsspitze gekesselt, um die Demonstranten teilweise zu perlustrieren

Der Polizeikessel (auch einschließende Absperrung oder Einkesselung) ist eine Taktik im Polizeieinsatz, die bei Demonstrationen, Aufzügen und anderen Versammlungen eingesetzt wird, um Menschenmassen zu kontrollieren. Ein dichter Ring aus Polizisten wird um die Versammlung gebildet und macht es den Teilnehmern etwa durch Anwendung unmittelbaren Zwanges unmöglich, den Ort zu verlassen. Der Polizeikessel ist rechtlich eine Form des Sicherungsgewahrsams und seit der ersten Verwendung in Deutschland (Hamburger Kessel 1986) juristisch umstritten in Bezug auf Verhältnismäßigkeit und Verfassungsmäßigkeit.

## Taktische Grundlagen

### Anwendungsbereich
Kessel werden gegen Demonstrierende eingesetzt, die durch ihr Verhalten die öffentliche Sicherheit gefährden bzw. dies laut Einschätzung der Polizeiführung zukünftig tun werden. Geeignet sind Kessel besonders, um Straßenschlachten zu verhindern oder deren weiteren Verlauf einzudämmen oder zu unterbinden. Der Polizeikessel wird auch vorbeugend gegen Demonstrationen eingesetzt.
Der Polizeikessel wird meistens nicht durch die normale Streifenpolizei, sondern durch Einsatzhundertschaften gebildet, da diese Einheiten grundsätzlich den Schutz bei Demonstrationen sicherstellen und für eine solche Aufgabe ausgebildet und ausgerüstet sind.

### Vorgehen

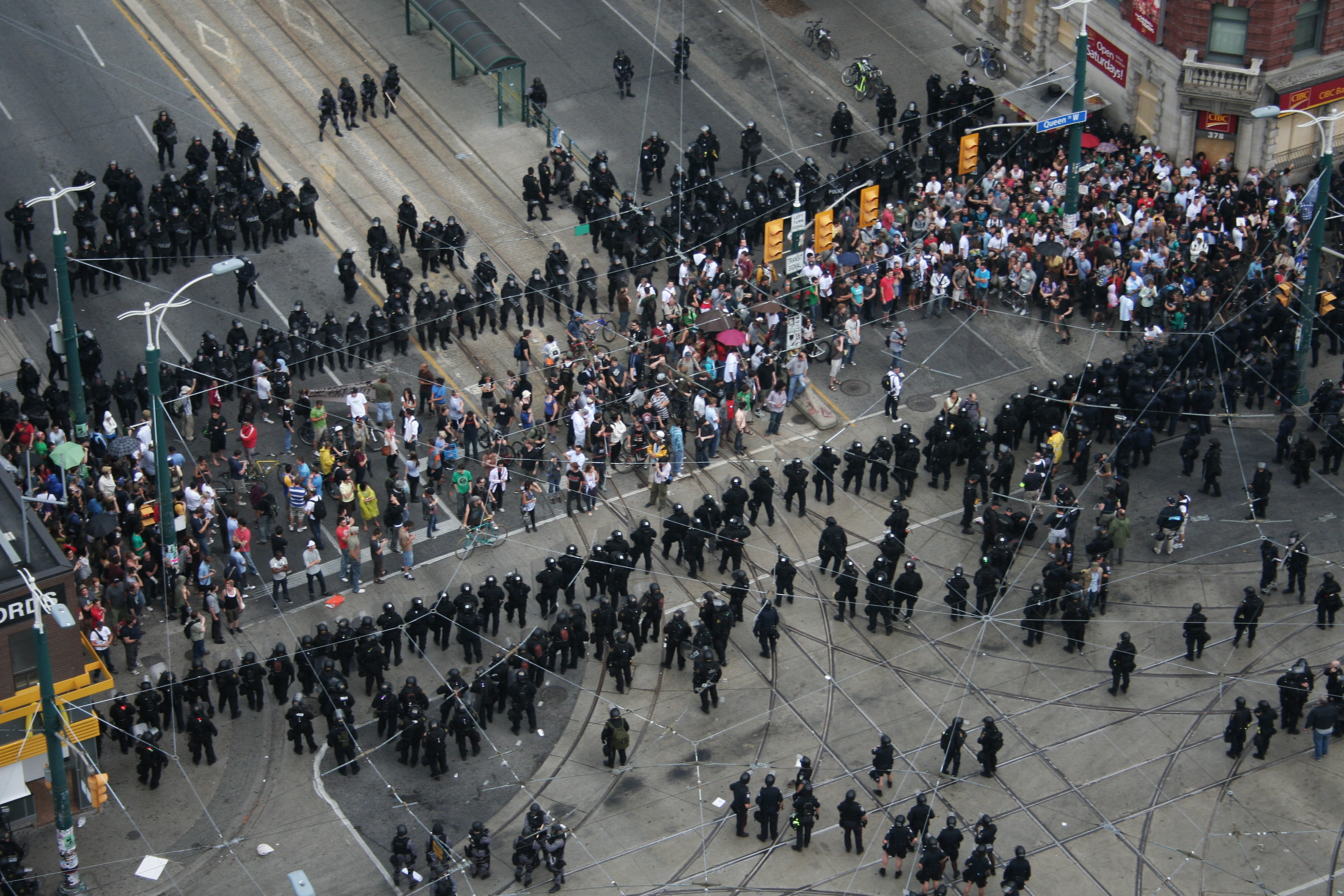
Polizeikessel bei dem G20-Gipfel in Toronto 2010

Die Polizeikräfte gehen in gerader Linie auf eine Gruppe Menschen zu und beginnen diese dann einzukreisen. Je nach baulicher Situation kann ein Polizeikessel auch unter Ausnutzung der Geländegegebenheiten gebildet werden. Teilweise erfolgt die Umfassung auch von mehreren Seiten zugleich. Wenn die Polizei es geschafft hat, dass aus dieser Einkreisung keiner mehr entkommen kann, ist der Kessel gebildet. Meist werden in der Phase der Kesselbildung, also der Übergangszeit vom Einkreisen zum fertigen Kessel, einzelne Störer mit Druck in die Mitte des Kessels verbracht.
Ein erweitertes Vorgehen ist der sogenannte Wanderkessel, der meist bei sich bewegenden Demonstrationszügen angewandt wird.

### Ziel
Ziel der Einkesselung ist es, die Menschen in ihrer Bewegungsfreiheit zu beschränken und so von möglichen und weiteren Gewalttaten gegen Rechtsgüter der Person oder der Allgemeinheit abzuhalten. Ebenso kann dadurch verhindert werden, dass sich Demonstrationszüge oder ähnliche Menschenansammlungen in bestimmte Richtungen bewegen.
Nach der Einkesselung kann es auch möglich sein, dass aus dem Kessel einzelne oder alle Personen abtransportiert werden, um die Personalien festzustellen oder sie weiterhin (auch nach der Auflösung des Kessels) in Gewahrsam zu behalten und der Strafverfolgung zuzuführen.

## Geschichte
Eine erste Anwendung des Polizeikessels unter freiem Himmel fand in Deutschland im Jahr 1986 in Hamburg statt. Vorangegangen waren zwei bundesweite Großdemonstrationen, die nach der Katastrophe von Tschernobyl in Deutschland am 7. Juni 1986 stattfanden, und zwar eine gegen die in Bau befindliche Wiederaufarbeitungsanlage Wackersdorf und eine gegen das in Bau befindliche Kernkraftwerk Brokdorf im schleswig-holsteinischen Kleve. Obwohl beide Demonstrationen von den Ordnungsbehörden verboten wurden, demonstrierten an beiden Orten hunderttausende Menschen gegen Kernenergie. Dabei kam es zu massiven Auseinandersetzungen zwischen Demonstranten und Polizeikräften. Aus Protest über die polizeilichen Maßnahmen kam es am nächsten Tag in Hamburg zu einer Protestdemonstration, die im später gerichtlich als rechtswidrig eingestuften Hamburger Kessel endete. Der Hamburger Kessel war Auslöser zur Gründung des „Hamburger Signals“, einer Vereinigung Hamburger Polizisten, die sich öffentlich gegen diesen Polizeieinsatz aussprachen. Aus dem Hamburger Signal ging die Bundesarbeitsgemeinschaft kritischer Polizistinnen und Polizisten hervor.

## Rechtliches
Bei der Vornahme des Kessels wird in die Grundrechte auf körperliche Unversehrtheit und Bewegungsfreiheit eingegriffen.
Polizeitaktisch sind Abschirmungen, teilweise und komplette Einkesselungen eine einfache und effektive Möglichkeit, Gewalttaten zu unterbinden und ebenso – etwa bei Fußballspielen und Gegendemonstrationen – die Ordnung beizubehalten. Da den Eingekesselten neben der entzogenen Freizügigkeit auch ganz praktische Bedürfnisse wie Trinkwasser oder  Toilettenbesuche vorenthalten sind, entscheidet die Dauer mit über die rechtliche Gewichtung wie auch öffentliche Resonanz. Beispielsweise war der mehrstündige Polizeikessel beim G7-Gipfel in München 1992 sehr umstritten. Eine massenhafte und nicht selektive Einkesselung kann ebenso als unverhältnismäßig angesehen werden, da sie auch Nichtstörer betreffen kann.
Im Nachgang zu Polizeikesseln kommt es gelegentlich zu Gerichtsverfahren. Ein häufig genanntes Beispiel ist ein Polizeikessel bei einer Demonstration zu einem 2001 stattgefundenen CASTOR-Transport. 2005 wurde der Beschwerde einer Beteiligten dabei vom Bundesverfassungsgericht Recht gegeben. Sie war in Dannenberg bei einer durch eine Allgemeinverfügung verbotenen Demonstration morgens zwei Stunden auf offenem Feld eingekesselt und anschließend per Gefangenentransport weggebracht worden und blieb bis zum frühen Morgen im Polizeigewahrsam. Die Entscheidung ist und war allerdings kein Verbot des Kessels per se, sondern kritisiert die Umstände des Polizeigewahrsams im Anschluss.